# Estland op het Eurovisiesongfestival 2025
Estland neemt deel aan het Eurovisiesongfestival 2025 in Zwitserland. Het is de 30ste deelname van het land aan het Eurovisiesongfestival. ERR is verantwoordelijk voor de Estische bijdrage voor de editie van 2025. 

## Selectieprocedure

### Eesti Laul
Tot 21 oktober 2024 konden artiesten een lied insturen, en zich zo kandidaat stellen voor de nationale finale Eesti Laul. Artiesten buiten Estland mochten ook een lied insturen, op voorwaarde dat een van de songwriters Ests is. Uiteindelijk waren er 175 inzendingen, waarvan 65 liedjes in het Ests. Een 34 koppig jurypanel koos 15 rechtstreekse finalisten en 20 kandidaten die kans maakten op een wildcard. Uiteindelijk werd Marta Lotta gekozen door de radio luisteraars van Raadio 2. 

### Finale
Op 15 februari 2025 vindt de finale met 16 artiesten plaats in de Unibet Arena in Tallinn. Topfavoriet Tommy Cash won de superfinale na een combinatie van 50% jurypunten en 50% televoting. 

## In Bazel
In Bazel trad Tommy Cash aan in de eerste halve finale. Zoals de bookmakers voorspelden plaatste het land zich voor de finale, waar het als 3de act aantrad na Luxemburg en voor Israël. Daar eindigde het op een 3e plaats met 356 punten. Het land kreeg de op twee na meeste punten van de televoting. 

#### Punten gegeven door Estland
| Score     | 1e halve finale |                     | Finale     | Finale |
| Score     | Televoting      | Vakjury             | Televoting |        |
| 12 punten | Zweden          | Zwitserland         | Zweden     |        |
| 10 punten | Nederland       | Finland             | Finland    |        |
| 8 punten  | Oekraïne        | Zweden              | Letland    |        |
| 7 punten  | IJsland         | Oostenrijk          | Italië     |        |
| 6 punten  | Portugal        | Frankrijk           | Oekraïne   |        |
| 5 punten  | Noorwegen       | Verenigd Koninkrijk | IJsland    |        |
| 4 punten  | San Marino      | Italië              | Nederland  |        |
| 3 punten  | Slovenië        | Letland             | Duitsland  |        |
| 2 punten  | Albanië         | Polen               | Israël     |        |
| 1 punt    | België          | Nederland           | Litouwen   |        |